# Spirit (groupe)
Pour les articles homonymes, voir Spirit.

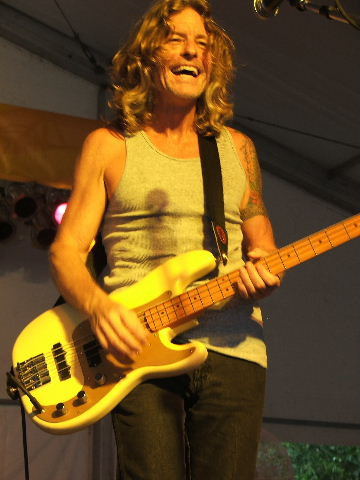
Mark Andes, guitarist.

Spirit est un groupe de rock américain, originaire de Los Angeles. Il est formé en 1967 par le guitariste et chanteur Randy California (1951-1997, de son vrai nom Randy Wolfe) ainsi que par le batteur de jazz Ed Cassidy (1923-2012), son beau-père, soutenus par le chanteur Jay Ferguson (né en 1947), le bassiste Mark Andes (né en 1948) et le claviériste John Locke (1943-2006).
Spirit évolue dans un style mêlant des influences blues, rock, jazz, folk et psychédélisme mettant en valeur des mélodies pures. Ils sont représentatifs du mouvement west coast de la fin des années 1960 et du début des années 1970 aux États-Unis.

## Biographie

### Formation et débuts
Réservé, Randy California était paradoxalement un élément fort du groupe. Guitariste et mélodiste précocement doué, le jeune Randy Wolfe (né le 20 février 1951 et décédé le 2 janvier 1997), quinze ans, est remarqué et intègre en 1966, à la demande de son leader, une formation nommée Jimmy James and the Blue Flames. Randy apprit ainsi la scène en donnant la réplique à un guitariste virtuose qui n'était autre que Jimi Hendrix, et acquit alors son pseudonyme, les speakers associant son nom et son État d'origine.
Marqué par cette rencontre, Randy California rend, à l'occasion, hommage à son parrain musical en jouant Hey Joe ou All Along the Watchtower, sans jamais tomber dans l'imitation grâce à un style de guitare personnel et avec une intensité et une fraîcheur qui étaient les caractéristiques de Spirit.
Le groupe connait une audience importante avec ses quatre premiers albums Spirit (1968), Family that Plays Together (1969), Clear (1969) et surtout le mythique Twelve dreams of Dr. Sardonicus (1970) profondément teinté de rock psychédélique.
Le premier album connait le succès grâce au single, I Got a Line on You. Publié en novembre 1968, un mois avant leur deuxième album, The Family that Plays Together, il devient leur plus gros single à succès, atteignant la 25e place des charts (la 28e au Canada). L'album lui se classe 22e. En décembre, ils apparaissent au Denver Auditorium, aux côtés de Led Zeppelin. Spirit apparait aussi avec Led Zeppelin à deux festivals en plein air en juin 1969.
Après le succès des premiers albums, le groupe est recruté par le réalisateur français Jacques Demy pour écrire et enregistrer la bande son de son film Model Shop, réalisé en 1968 à Los Angeles, dans lequel ils apparaissent brièvement lorsque Gary Lockwood, qui interprète le personnage principal, leur rend visite dans la maison de John Locke alors que le groupe est en train de répéter.

### Années 1970
Après avoir effectué la tournée en soutien à l'album Twelve Dreams of Dr. Sardonicus (1970), Andes et Ferguson quittent le groupe et forment le groupe Jo Jo Gunne. Leur dernier concert ensemble se fait le 30 janvier 1970, et se termine presque en bagarre.
Randy California devient indisponible à la suite d'une chute de cheval, et l'album Feedback est enregistré  en 1972 alors que le groupe ne comprend plus que deux de ses membres originaux (Cassidy et Locke). Au milieu de 1973, à l'issue de la tournée de promotion de l'album, pourtant appréciée des critiques, le groupe se sépare.
Une fois guéri, California remplace pour quelques concerts au pied levé, un Ritchie Blackmore malade, pendant la tournée nord-américaine de 1972 de Deep Purple puis s'attelle à un album solo aux accents très hendrixien en compagnie du bassiste Noel Redding (sous le nom de Clit McTorius) intitulé Kaptain Kopter and the (Fabulous) Twirly Birds (1972). Le disque comprend, outre les reprises Day Tripper et Rain des Beatles, le brûlot Downer aux distorsions hypnotiques.
Randy California reforme Spirit en 1974 et sort le double album Spirit of 76 (1975) suivi par Son of Spirit (1975) et Farther Along (1976) qui marque la fin d'un nouveau cycle dans l'histoire du groupe. Future Games, paru en 1977 sous le nom de Spirit, correspond plus à un disque solo et la formation se régénère sous la forme d'un trio comprenant California, le batteur Cassidy, et le bassiste Larry « Fuzzy » Knight.
Trois albums live enregistrés en Europe, Live Spirit (1978), Made in Germany et Spirit Live (1978) précédent un album délirant et underground intitulé Potatoland (The Adventures of Kaptain Kopter and Commander Cassidy in Potatoland) (1981).

### Années 1980–1990
Après un nouvel album solo de California, Euro-American (1982), Thirteenth dream (Spirit of 84) est publié sous le nom de Spirit, et comprend un ré-enregistrement des classiques du groupe 1984, Nature's Way, I Got a Line on You notamment. Spirit est mis entre parenthèses jusqu'en 1989, ce qui permet à Randy California de sortir plusieurs disques solos : Restles (1985) puis Shattered dreams (1986) et de participer à une tournée consacrée à l'éloge de la guitare avec Robbie Krieger des Doors, Alvin Lee de Ten Years After, Leslie West de Mountain, et Steve Howe de Yes, laquelle donne naissance au disque live Night of the Guitar en 1989.
En 1989, Spirit fait son retour avec Rapture in the Chamber puis Tent of miracles en 1990. Un album en 1993, Live at the Paloma (1995) puis un enregistrement studio California Blues (1996) complétèrent l'œuvre du groupe dont le destin fut scellé lors d'une baignade de Randy California dans une mer agitée de la côte d'Hawaï dans laquelle il disparut en janvier 1997 en sauvant son fils de la noyade.
Randy California laisse l'image d'un éternel jeune homme, posé et serein, guitariste doué mais rarement démonstratif, héritier spirituel plus que technique d'Hendrix, à la voix douce toujours à la recherche de la ligne mélodique qui marque tant le mouvement rock West Coast des années 1960 et 1970 que de nombreux musiciens qui lui étaient contemporains.
À titre posthume, une série de disques sont édités présentant des bandes à l'intérêt musical inégal mais précieuses pour les fans : Cosmic smile (2000), Sea Dream (2002), Blues from the Soul (2003), Live from the Coast (2004) et Son of America (2005).

## Membres

### Membres originaux
- Randy California - guitare, chant (1967–1972, 1974–1979, 1982–1997 ; décédé en 1997)
- Ed Cassidy - batterie (1967–1972, 1974–1979, 1982–1997 ; décédé en 2012)
- John Locke - claviers (1967–1972, 1976, 1982–1985, 1988–1989 ; décédé en 2006)
- Mark Andes - basse (1967–1971, 1974, 1976, 1982–1985, 1988–1989)
- Jay Ferguson - chant, percussions (1967–1971, 1976, 1982–1985)

## Discographie
- 1968 : Spirit (en)
- 1969 : The Family That Plays Together
- 1969 : Clear (en)
- 1970 : Twelve Dreams of Dr. Sardonicus
- 1972 : Feedback (en)
- 1975 : Spirit of '76 (en)
- 1975 : Son of Spirit (en)
- 1976 : Farther Along (en)
- 1977 : Future Games (A Magical Kahauna Dream) (en)
- 1981 : The Adventures of Kaptain Kopter & Commander Cassidy in Potato Land (en)
- 1984 : The Thirteenth Dream (en)
- 1989 : Rapture in the Chambers (en)
- 1990 : Tent of Miracles (en)
- 1996 : California Blues (en)
- 2005 : Model Shop (en)